# Nuoto ai campionati mondiali di nuoto 2007 - 100 metri rana femminili
La gara di nuoto dei 100 metri rana femminili dei campionati mondiali di nuoto 2007 è stata disputata il 26 e 27 marzo presso la Rod Laver Arena di Melbourne.
Vi hanno preso parte 72 atlete.
La competizione è stata vinta dalla nuotatrice australiana Leisel Jones, mentre l'argento e il bronzo sono andati rispettivamente alla statunitense Tara Kirk e all'ucraina Anna Chlistunova.

## Podio
| Posizione | Atleta           | Nazionalità |
| --------- | ---------------- | ----------- |
| Oro       | Leisel Jones     | Australia   |
| Argento   | Tara Kirk        | Stati Uniti |
| Bronzo    | Anna Chlistunova | Ucraina     |

## Programma
| Data          | Ora   | Turno      |
| ------------- | ----- | ---------- |
| 26 marzo 2007 | 11:12 | Batterie   |
| 26 marzo 2007 | 19:36 | Semifinali |
| 27 marzo 2007 | 20:52 | Finale     |

## Record
Prima della manifestazione il record del mondo e il record dei campionati erano i seguenti.
| Record mondiale       | 1'05"09 | Leisel Jones Australia    | 20 marzo 2006 Melbourne, Australia |
| Record dei campionati | 1'06"20 | Jessica Hardy Stati Uniti | 25 luglio 2005 Montreal, Canada    |

Durante l'evento è stato migliorato il seguente record:
| Data     | Evento | Atleta       | Nazione   | Tempo   | Record                |
| -------- | ------ | ------------ | --------- | ------- | --------------------- |
| 27 marzo | Finale | Leisel Jones | Australia | 1'05"72 | Record dei campionati |

## Risultati

### Batterie
I migliori 16 tempi accedono alle semifinali
| Pos. | Batteria | Corsia | Atleta                      | Nazionalità      | Tempo       | Note |
| ---- | -------- | ------ | --------------------------- | ---------------- | ----------- | ---- |
| 1    | 7        | 4      | Tara Kirk                   | Stati Uniti      | 1:07.23     | Q    |
| 2    | 9        | 4      | Leisel Jones                | Australia        | 1:07.53     | Q    |
| 3    | 9        | 5      | Anna Chlistunova            | Ucraina          | 1:07.66     | Q    |
| 4    | 7        | 1      | Hanna Westrin               | Svezia           | 1:08.30     | Q    |
| 5    | 8        | 4      | Jessica Hardy               | Stati Uniti      | 1:08.68     | Q    |
| 6    | 8        | 8      | Anne Sophie Le Paranthoën   | Francia          | 1:08.78     | Q    |
| 7    | 8        | 5      | Tarnee White                | Australia        | 1:08.97     | Q    |
| 8    | 8        | 3      | Elena Bogomazova            | Russia           | 1:09.11     | Q    |
| 8    | 9        | 6      | Kate Haywood                | Gran Bretagna    | 1:09.11     | Q    |
| 10   | 7        | 5      | Kirsty Balfour              | Gran Bretagna    | 1:09.13     | Q    |
| 11   | 6        | 6      | Ina Kapishina               | Bielorussia      | 1:09.16     | Q    |
| 12   | 6        | 2      | Rebecca Ejdervik            | Svezia           | 1:09.69     | Q    |
| 13   | 9        | 7      | Anne-Mari Gulbrandsen       | Norvegia         | 1:09.70     | Q    |
| 14   | 8        | 1      | Birte Steven                | Germania         | 1:09.77     | Q    |
| 15   | 9        | 3      | Janne Schäfer               | Germania         | 1:09.80     | Q    |
| 16   | 7        | 2      | Asami Kitagawa              | Giappone         | 1:09.87     | Q    |
| 17   | 6        | 3      | Mirna Jukić                 | Austria          | 1:09.92     |      |
| 18   | 7        | 7      | Beata Kaminska              | Polonia          | 1:10.05     |      |
| 19   | 9        | 7      | Roberta Panara              | Italia           | 1:10.18     |      |
| 20   | 7        | 6      | Yoshimi Miwa                | Giappone         | 1:10.24     |      |
| 21   | 8        | 7      | Annabelle Carey             | Nuova Zelanda    | 1:10.30     |      |
| 22   | 7        | 8      | Chen Huijia                 | Cina             | 1:10.39     |      |
| 23   | 8        | 2      | Chiara Boggiatto            | Italia           | 1:10.41     |      |
| 24   | 9        | 2      | Yuliya Pidlisna             | Ucraina          | 1:10.63     |      |
| 25   | 7        | 3      | Suzaan van Biljon           | Sudafrica        | 1:10.77     |      |
| 26   | 9        | 8      | Seul Ki Jung                | Corea del Sud    | 1:10.95     |      |
| 27   | 8        | 6      | Ji Liping                   | Cina             | 1:11.08     |      |
| 28   | 6        | 5      | Diana Gomes                 | Portogallo       | 1:11.18     |      |
| 29   | 5        | 4      | Ciara Farrell               | Irlanda          | 1:11.49     |      |
| 30   | 6        | 7      | Camille Muffat              | Francia          | 1:12.24     |      |
| 31   | 6        | 4      | Su Yeon Back                | Corea del Sud    | 1:12.42     |      |
| 32   | 5        | 3      | Adriana Marmolejo           | Messico          | 1:12.45     |      |
| 33   | 4        | 5      | Jaclyn Marissa Pangilinan   | Filippine        | 1:12.67     |      |
| 34   | 6        | 1      | Louise Mai Jansen           | Danimarca        | 1:12.83     |      |
| 35   | 5        | 5      | Marina Kuč                  | Montenegro       | 1:12.85     |      |
| 36   | 5        | 1      | Sara Elbekri                | Marocco          | 1:13.28     |      |
| 37   | 5        | 6      | Man Yi Yvette Kong          | Hong Kong        | 1:13.77     |      |
| 38   | 4        | 4      | Daniela Victoria            | Venezuela        | 1:14.21     |      |
| 39   | 5        | 2      | Valeria Silva               | Perù             | 1:14.26     |      |
| 40   | 5        | 7      | Anastasia Christoforou      | Cipro            | 1:15.06     |      |
| 41   | 6        | 8      | I Chuan Chen                | Taipei cinese    | 1:16.32     |      |
| 42   | 4        | 6      | Lina Cahya Utami            | Indonesia        | 1:16.43     |      |
| 43   | 4        | 7      | Desak Nyoman Rina           | Indonesia        | 1:16.60     |      |
| 44   | 4        | 3      | Roanne Ho                   | Singapore        | 1:16.86     |      |
| 45   | 3        | 6      | Nilshaira Isenia            | Antille Olandesi | 1:18.12     |      |
| 46   | 4        | 1      | Chun Hui Khoonnie Liang     | Singapore        | 1:18.39     |      |
| 47   | 4        | 8      | Danielle Beaubrun           | Saint Lucia      | 1:18.42     |      |
| 48   | 3        | 3      | On Kei Lei                  | Macao            | 1:18.73     |      |
| 49   | 5        | 8      | Thi Thuan Tran              | Vietnam          | 1:18.80     |      |
| 50   | 2        | 3      | Katerine Moreno             | Bolivia          | 1:18.85     |      |
| 51   | 2        | 5      | Natasha Moodie              | Giamaica         | 1:19.02     |      |
| 52   | 2        | 8      | Dohi Eliane Droubry         | Costa d'Avorio   | 1:19.62     |      |
| 53   | 4        | 2      | Rachel Ah Koy               | Figi             | 1:19.72     |      |
| 54   | 1        | 4      | Chinyere Pigot              | Suriname         | 1:19.93     |      |
| 55   | 1        | 7      | Blessing Forcados           | Nigeria          | 1:19.95     |      |
| 56   | 3        | 1      | Karen Poujol Zepeda         | Honduras         | 1:20.38     |      |
| 57   | 3        | 7      | Hernantenaina Ravoajanahary | Madagascar       | 1:20.40     |      |
| 58   | 1        | 8      | Thi Hue Pham                | Vietnam          | 1:20.78     |      |
| 59   | 3        | 5      | Cai Lin Khoo                | Malaysia         | 1:20.82     |      |
| 60   | 2        | 1      | Rachel Lannen               | Guam             | 1:20.82     |      |
| 61   | 2        | 6      | Nibal Yamout                | Libano           | 1:20.98     |      |
| 62   | 3        | 4      | Sin Ian Lei                 | Macao            | 1:21.08     |      |
| 63   | 2        | 4      | Ann Salnikova               | Georgia          | 1:22.69     |      |
| 64   | 3        | 2      | Oksana Hatamkhanova         | Azerbaigian      | 1:23.07     |      |
| 65   | 3        | 8      | Stacey Ryder                | eSwatini         | 1:23.47     |      |
| 66   | 1        | 5      | Kelly How Tam Fat           | Mauritius        | 1:24.04     |      |
| 67   | 1        | 2      | Monica Fernandovna Bernardo | Mozambico        | 1:24.22     |      |
| 68   | 1        | 3      | Samantha La Qua             | Grenada          | 1:25.10     |      |
| 69   | 1        | 6      | Rovena Marku                | Albania          | 1:26.04     |      |
| 70   | 1        | 1      | Aminath Inas Ismail         | Maldive          | 1:45.03     |      |
| -    | 2        | 2      | Mahfuza Khatun              | Bangladesh       | non partita |      |
| -    | 2        | 7      | Doli Akhter                 | Bangladesh       | non partita |      |

### Semifinali
I migliori 8 tempi accedono alla finale
| Pos. | Batteria | Corsia | Atleta                    | Nazionalità   | Tempo   | Note |
| ---- | -------- | ------ | ------------------------- | ------------- | ------- | ---- |
| 1    | 2        | 4      | Tara Kirk                 | Stati Uniti   | 1:06.72 | Q    |
| 2    | 1        | 4      | Leisel Jones              | Australia     | 1:07.13 | Q    |
| 3    | 2        | 5      | Anna Chlistunova          | Ucraina       | 1:07.49 | Q    |
| 4    | 1        | 2      | Kirsty Balfour            | Gran Bretagna | 1:07.67 | Q    |
| 5    | 2        | 3      | Jessica Hardy             | Stati Uniti   | 1:07.92 | Q    |
| 6    | 1        | 6      | Elena Bogomazova          | Russia        | 1:08.04 | Q    |
| 7    | 2        | 6      | Tarnee White              | Australia     | 1:08.37 | Q    |
| 8    | 2        | 2      | Kate Haywood              | Gran Bretagna | 1:08.49 | Q    |
| 9    | 1        | 3      | Anne Sophie Le Paranthoën | Francia       | 1:08.68 |      |
| 10   | 1        | 5      | Hanna Westrin             | Svezia        | 1:09.07 |      |
| 11   | 1        | 8      | Asami Kitagawa            | Giappone      | 1:09.11 |      |
| 12   | 1        | 7      | Rebecca Ejdervik          | Svezia        | 1:09.39 |      |
| 13   | 2        | 7      | Ina Kapishina             | Bielorussia   | 1:09.41 |      |
| 14   | 1        | 1      | Birte Steven              | Germania      | 1:09.46 |      |
| 15   | 2        | 1      | Anne-Mari Gulbrandsen     | Norvegia      | 1:09.50 |      |
| 16   | 2        | 8      | Janne Schäfer             | Germania      | 1:10.32 |      |

### Finale
| Pos. | Corsia | Atleta           | Nazionalità   | Tempo   | Note |
| ---- | ------ | ---------------- | ------------- | ------- | ---- |
|      | 5      | Leisel Jones     | Australia     | 1:05.72 |      |
|      | 4      | Tara Kirk        | Stati Uniti   | 1:06.34 |      |
|      | 3      | Anna Chlistunova | Ucraina       | 1:07.27 |      |
| 4    | 2      | Jessica Hardy    | Stati Uniti   | 1:07.38 |      |
| 5    | 6      | Kirsty Balfour   | Gran Bretagna | 1:08.05 |      |
| 6    | 1      | Tarnee White     | Australia     | 1:08.55 |      |
| 7    | 8      | Kate Haywood     | Gran Bretagna | 1:08.72 |      |
| 8    | 7      | Elena Bogomazova | Russia        | 1:08.96 |      |